# Влюблённые (фильм, 1984)
«Влюблённые» (англ. Falling in Love) — американский кинофильм 1984 года. Второй подряд фильм режиссёра Улу Гросбарда с Робертом Де Ниро в главной роли после картины 1981 года «Тайны исповеди».

## Сюжет
Фрэнк и Молли знакомятся в канун Рождества в книжном магазине. Через некоторое время судьба снова сводит их вместе. У каждого из них есть своя семья, а у Фрэнка двое детей.

## В ролях
- Роберт Де Ниро — Фрэнк Рафтис
- Мерил Стрип — Молли Гилмор
- Харви Кейтель — Эд Ласки
- Джейн Качмарек — Энн Рэфтис
- Дайан Уист — Изабель
- Фрэнсис Конрой — официантка

## Награды
- 1985 — «Давид ди Донателло»: лучшая зарубежная актриса (Мерил Стрип)
- 1985 — Премия Святого Георгия: лучший зарубежный актёр (Роберт де Ниро)